# 559
559 (DLIX) fue un año común comenzado en miércoles del calendario juliano, en vigor en aquella fecha.

## Acontecimientos
- Belisario derrota a los kutriguros en la batalla de Melantias.

## Fallecimientos
- Karriarico, rey de los suevos.